# Dysschema salome
Dysschema salome là một loài bướm đêm thuộc phân họ Arctiinae, họ Erebidae.